# Compromís-Podemos-És el moment
 (mars 2024).
Si vous disposez d'ouvrages ou d'articles de référence ou si vous connaissez des sites web de qualité traitant du thème abordé ici, merci de compléter l'article en donnant les références utiles à sa vérifiabilité et en les liant à la section « Notes et références ».

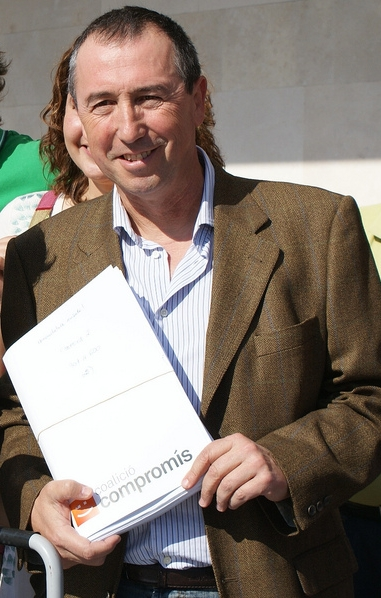
Joan Baldoví, tête de liste pour la circonscription de Valence.

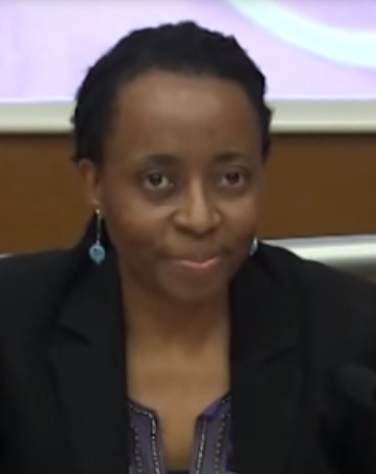
Rita Bosaho, tête de liste pour la circonscription d'Alicante.

Compromís-Podemos-És el moment (abrégé en Podemos-Compromís) est le nom de la coalition politique formée le 6 novembre 2015 dans la Communauté valencienne pour les élections générales espagnoles de 2015 par la Coalition Compromís (Compromís) et Podemos.

## Histoire

### Termes de l'accord
L'accord signé devant notaire comporte les points suivants :
- Le nom de la coalition est « Compromís-Podemos-És el moment » et le sigle est « Podemos-Compromís ».
- Chaque parti est représenté de la manière suivante :
  - Podemos : 50 %
  - Bloc nationaliste valencien : 30 %
  - Initiative du peuple valencien : 17,5 %
  - VerdsEquo du Pays valencien : 2,5 %
- Le logo de la coalition est composé en premier par le logo de Podemos et en second par celui de Compromís, suivi des noms inversés des formations.
- Les listes pour le Congrès des députés seront conduites par des membres de Compromís dans les provinces de Valence et de Castellón et par un membre de Podemos pour la province d'Alicante et celles pour le sénat par des membres de Podemos dans les provinces de Valence et de Castellón et par un membre de Compromís pour la province d'Alicante.
- Si le règlement du Congrès le permet (au moins cinq sièges et 15 % des voix dans la Communauté valencienne), la coalition formera son propre groupe parlementaire.

## Résultats

### Élus

#### Députés
- Alicante
  - Rita Gertrudis Bosaho Gori (Podemos)
  - Ignasi Candela Serna (IdPV - Compromís)
  - Rubén Martínez Dalmau (Podemos)
- Castellón
  - Marta Sorlí Fresquet (Bloc - Compromís)

- Valence
- Joan Baldoví (Bloc - Compromís)
- Àngela Ballester Muñoz (Podemos)
- Enric Bataller i Ruiz (IdPV - Compromís)
- Rosana Pastor (Indépendant)
- Txema Guijarro (Podemos)

#### Sénateurs
- Dolors Pérez i Martí (Compromís)